# Jean Cantacuzène
Jean Cantacuzène, en rumano Ioan Cantacuzino fue un médico y microbiologo rumano, nacido en 1863 y muerto en 1934 a Bucarest. Ha sido a menudo calificado como el «Pasteur rumano».

## Biografía
Pasa su niñez en Bucarest, en una familia de la nobleza rumana. Su padre fue ministro de justicia bajo lo reina de Alexandru.
Cuza, su madre es la hija del general griego François (Frankiskos) Mavros. Sus dos lenguas maternales eran el rumano y el griego moderno : resulta fácilmente un hellénista y un latinista, lo que será muy útil para su carrera científica, porque sus profesoras remarcan su pasión para la historia natural. Su précepcion  suizo enseña indigne el francés y el alemán que aprende a la perfección ; sin embargo sus colegas franceses y alemanes sonreirán de su ligero énfasis suizo, inesperado en un Balkanique, y toda su vida dirá septante y octante antes que setenta y ochenta. Adolescente, reúne una de entidad colección de mariposas, todos scientificamente  clasificados y étiquetados , hoy al Museo  de Bucarest.
En 1879 está enviado en París al liceo Louis-el-Grande. A París, se liga de amistad con Joseph Bédier, Victor Bérard y Romain Rolland. Pasa su selectividad en 1881 después se inscribe a la facultad de las cartas de París donde obtiene una licencia en filosofía en 1885, después regresa en Rumanía para efectuar su servicio militar como mero soldado, a su demanda. Descubre entonces los problemas de ignorancia y de higiene de las clases populares, pero también de las bajo-oficiales. En 1886, de regreso en París, emprende estudios de historia natural con Yves Delage y Henri de Lacaze-Duthiers.
Soñando a su servicio militar, se interesa a los « microbios », se asusta de la mortalidad por disentería y epidemias en los ejércitos en campaña de su siglo (guerras napoléonico , guerra de Crimea, guerra de Sécession estadounidense, guerras austro-prusiano , franco-prusiano o ruso -turca...) y se inscribe en 1886 en medicina en París, todo prosiguiendo su cursos de ciencias naturales. Recibido al concurso del externado en 1887, entre como interno al hospital de la Caridad después al hospital Cochin. Obtiene su licencia de ciencia en 1891 y se devuelve a la estación biológica de Roscoff donde se liga de amistad con el futuro explorador polar y espéléogo igualmente rumano, Emil Racoviță. El año siguiente, renuncia al internado  en medicina y decide de volcarse en la investigación médica. Para eso se inscribe en microbiologia del Instituto Pasteur y entre en el equipo de Ilya Metchnikoff. En 1894 es doctor en medicina ; su tesis puerta sobre las Investigaciones sobre el modo de destrucción del vibrio  cholérico en el organismo - contribución al estudio del problema de la inmunidad.

### Carrera
A la salida de sus estudios en Francia, Juan Cantacuzino  recupera en 1896 Rumanía donde está nombrado profesor suplente a la chaire de morphologie animale de la Universidad de Iași en Moldavia rumana. Aunque que se consagra prioridad a la investigación científica, practica la medicina dando de las consultas gratuitas a los pacientes sin recursos.
De 1896 a 1901 vuelve en Francia al Instituto Pasteur a instancias de Ilya Metchnikoff para trabajar sobre la inmunidad. Muestra el rol exclusivo de la fagocitosis  en la destrucción en  vivo de las parásitos de la spirillose de los gansos. Al finalizar su estancia, intenta de conciliar la teoría phagocytaire con la teoría humorale de J. Bordet, que muestra que los « précipitines » (anticorps que reaccionan con un antigène correspondiente y forman un precipitado insoluble) se elaboran en los mononucléare  de los animales immunisés, y que, se hay influencia ejercida por vía humorale, procede inicialmente de un fenómeno fagocitica
Llamado a Bucarest como titular de la noticia chaire de patología experimental a la facultad de medicina en 1901, enseñará durante 32 años, hasta el final de su vida. Con P. Athanasiu, funda en 1906 la primera filial de la « Sociedad de biología » constituida al extranjero, que recibe el nombre de « Reunión biológica de Bucarest ». Es delegado entonces de Rumanía al « Oficio internacional de higiene pública » (fundado en 1907 a París, précurseur del OMS). El año siguiente, está nombrado director general de los Servicios sanitarios en Rumanía. El parlamento, que prepara a su sugerencia una reforma la legislación sanitaria, vota una ley (la « Ley Cantacuzino», en rumano Ley Cantacuzino), que funda los primeros laboratorios regionales de bactériologia y de higiene, así como varias sanatoriums antituberculeux. En 1913, después de haber discutido con véhémensia la guerra rumana contra Bulgaria, impone campañas de vacunaciones antitifiodes y anticholéra en el Ejército rumano, y padece campañas de prensa hostil por haber guardado relaciones épistolares con sus colegas de la Academia de las Ciencias búlgaras. Entre como miembro correspondiente extranjero a la Sociedad de biología.
Las amenazas de la Primera Guerra Mundial se precisa Juan  Cantacuzino  milita contra la entrada en guerra eventual de Rumanía, pero, realista, sabe que las sirenas del complejo militar-industrial y de sus portavoces nacionalistas (o el « campo bellicista », como se decía en aquellos tiempos) tendrán ganancia de causa. Por eso, mientras que Rumanía es todavía neutra, reorganiza en 1914-1915 el Servicio de salud de los ejércitos. Continuación a las atrocidades austro-alemanas en Serbia, donde está enviado en misión para estudiar el tifus exantematico  que reina en los ejércitos, cambia de campo y funda la Acción nacional rumana, para sostener la causa de los Aliados.
Rumanía entre en guerra en 1916 y Juan Cantacuzène es movilizado entonces como #médico coronel : lucha contra el cólera, el tifus exantematico y la fiebre recurrente que amenazan los ejércitos rumanos. Durante la invasión alemana (noviembre 1916) y del retiro de los ejércitos rumanos, se devuelve con el estado-mayor a Iași, donde está nombrado director de la Salud pública civil y militar. La organización del Servicio de salud y las medidas de higiene, que están tomadas entonces, permiten a las tropas de resistir a las envahisseurs, contribuyendo así a la victoria de Mărășești.
Pero tiene conflictos con otros miembros del estado-major y sobre todo es rechazado  por la paz de Bucarest con los Alemanes y los Austríacos. En septiembre 1918 abandona Rumanía para Marsella, donde se pone a la disposición del director del Servicio de la salud, que confía el estudio de los casos de gripe y de tifus exantematico .Pone en marcha un laboratorio al Pharo y dirige un servicio en el hospital St-Sébastien. Está nombrado jefe de la Cruz Roja rumana en Francia, y Francia lo nombra, en 1918, commandeur de la Legión de Honor. Vuelve en Rumanía en 1920.
Entre 1919 y 1928 durante dos epidemias de fiebre recurrente y de tifus, precisa la patología de la fiebre recurrente y del tifus exantematico , cuyo describe el étiologie y el anatomie patológico, que insiste sobre el rol del pou en su transmisión y sobre los resultados terapéuticos del sueros de convalecientes. A Bucarest, es a cargo de fabricar de los sueros meningococica y anti gangreneux El ministerio Vaida-Voevod lo envía como premier delegado de Rumanía en Versalles para firmar el tratado de Trianon que oficializa la unión de Transilvania (austro-húngara hasta en diciembre 1918) a Rumanía.
Está nombrado, en 1921, miembro correspondiente extranjero de la Academia de medicina de París.
Funda en Bucarest en 1921 el « Instituto de sueros  y vacunas », realizado sobre el modelo del Instituto Pasteur de París, y que lleva desde 1936 su nombre (este instituto público es amenazado actualmente de clausura por la competencia de los grandes laboratorios farmacéuticos  internacionales privados). En 1923 participa en la creación del Instituto francés de los Elevados-estudios de Bucarest. En una conferencia para el 75.º cumpleaños de la « Sociedad de biología », expone los resultados del estudio que lleva, desde 1912, sobre los diversos modos de inmunidad que puede existir en las invertébrés. Está llamado a siéger al Comité de higiene de la Sociedad de las Naciones, en 1924 como representante de la federación de las Sociedades de la Cruz Roja, después como colaborador directo y, en 1931, como vicepresidente. En 1926 comienza la aplicación de la vacunación de los recién nacidos por el BCG en Rumanía.
Este mismo año, un accidente de coche, acontecido en Suiza, rompe ambas piernas y lo inmoviliza durante más de seis mes. En 1928 funda el Archivo rumano de patología experimental y de microbiologie.
Durante este periodo ha también actividades culturales y políticas. Por ejemplo pone en marcha la exposición de Arte rumano 1925 al Pabellón del Juego-de-Palma, a París, y dirige en Bucarest las ediciones Cultura naţională que publican en « libros de bolsillo » barato, los clásicos de la literatura rumana. Crea y dirige las revistas científicas Revista Științelor Medicale y Archivo rumano de patología experimental (en francés), contribuyendo regularmente a la revista literaria Víața  Românească (sucediendo a Paul Bujor como redactor en jefe). Aunque no haya anunciado nunca de los convencimientos socialistas, ha sido a menudo considerado, como colaborador de Constantin Stere al frente de esta revista, como un disciple del socialista Constantin Dobrogeanu-Gherea : esto era también, durante el periodo comunista, una manera de preservar su herencia intelectual, científica e institucional, a pesar de sus 

origines sociales malsaines

 (según la terminología de la época) que habrían podido valer a esta herencia de ser (siempre según la expresión oficial de este periodo) 

jeté aux poubelles de l'histoire

.
En 1931 está nombrado ministro de la salud pública y del trabajo en el ministerio Iorga, donde emprende una nueva reorganización del Servicio de salud y de las leyes sanitarias rumanas ; organiza también las « Jornadas médicas inter-balkanicas » y resulta miembro del Despacho internacional del trabajo. El año siguiente está elegido que corresponde de la academia de las ciencias francesas para la sección de medicina y cirugía y preside el congreso internacional de historia de la medicina, a Bucarest. En 1933 preside el congreso nacional de la tuberculose a Cluj donde encuentra su amigo Emil Racoviță, después da en Francia una serie de conferencias sobre sus principales trabajos en Toulouse, Montpellier y Burdeos.
Apurado por esta hiperactividad, muere probablemente de un accidente vascular cerebral poco tiempo después de su regreso en Rumanía, algunos días después de haber presidido el comité para la organización de la Liga antituberculosa rumana.

### Vida privada
En 1896 Ioan Cantacuzino / Jean Cantacuzène ha épousé Hélène Balș, con la cual ha habido 2 hilos, Ion y Alexandru. No hace falta  confundir Jean Cantacuzène con su ancestro homonyme presunto, el emperador griego del XIV , ni con el físico y matemático  Juan  Alexandro Cantacuzino, otro miembro de la dinastía. Cuando se lo interrogaba sobre su ascendencia, respondía que las mezclas genéticas al hilo de las generaciones eran tales, que no había  más de genes de estos ilustres ancestros que cualquier campesino griego, rumano, ruso o turco. Sin embargo, al liceo Louis-el-Grande, que ha sido moqué como Rumano por camaradas de clase a partícula, que hacían caso, y que, imbus de la idea de superioridad del Occidente cristiano, ignoraban todo de la historia de la Europa oriental, les respondió, en paraphrasant Benjamin Disraeli, que los Cantacuzène estaban emperadores en Constantinopla en un siglo donde aquellos de sus camaradas a partícula eran palefreniers en las écuries de París, para añadir tan pronto como las Cantacuzène a su vuelta tenían sin duda de los ancestros pastores en el tiempo en el que Alejandro Magno reinaba sobre los Balcanes.

## Publicaciones
Ioan Cantacuzino ha publicado más 350 artículos científicos en colaboración con J. Alexa, O. Bonciu, M. Ciuca, N. Cosmovici, Dâmboviceanu, O. G Lănescu, Gérard, C. Ionescu-Mihăești, S. Longhin, HA-P. Marie, M. Nasta, M. Nicolle, V. Panaitescu, P. Riegler, Slătineanu, E. Soru, TIENE. Tchakirian, T. Webber, F. Vlès.